# ㄱ
是朝鮮語諺文的一个辅音字母，在朝鲜和韩国的谚文字母表中都是排序第一个字母。ㄱ在韩国被称為「/」，在朝鲜被称为「/」。

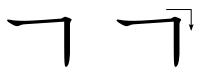
ㄱ

ㄱ在作初声时读作清软颚塞音/k/；不过，在词中元音之间、以及词中的浊辅音之后，会被浊化为浊软颚塞音/g/。作终声时，在词末与清辅音之前读作无声除阻的/k̚/。
ㄱ在馬-賴轉寫中，初声与终声均转写为k；在文观部式中，作初声时转写为g，作终声时转写为k。
ㄱ在朝鲜语盲文中，作初声时为，作终声时为。其EUC-KR编码为A4A1，摩尔斯电码为“·-··”。

## 复合字母
- ㄲ
- ㄱㄴ
- ㄱㄷ
- ᅟᅠᇃ
- ㄱㅂ
- ㄳ
- ᅟᅠᇄ
- ㄱㅊ
- ㄱㅋ
- ㄱㅎ

## 字符编码
| 種類                | 種類         | 用途 | Unicode | HTML     |
| ------------------- | ------------ | ---- | ------- | -------- |
| 諺文相容字母        | 諺文相容字母 | ㄱ   | U+3131  | &#12593; |
| 諺文字母 應用       | 初聲         |      | U+1100  | &#4352;  |
| 諺文字母 應用       | 終聲         |      | U+11A8  | &#4520;  |
| 漢陽私人 使用區應用 | 初聲         |      | U+F785  | &#63365; |
| 漢陽私人 使用區應用 | 終聲         |      | U+F86B  | &#63595; |
| 半形字母            | 半形字母     | ﾡ    | U+FFA1  | &#65441; |